# Aechmea guaratubensis
Espèce
Classification phylogénétique
Synonymes
- Ortgiesia guaratubensis (E.Pereira) L.B.Sm. & W.J.Kress

Aechmea guaratubensis est une espèce de plantes de la famille des Bromeliaceae, endémique de la forêt atlantique (mata atlântica en portugais) au Brésil.

## Synonymes
- Ortgiesia guaratubensis (E.Pereira) L.B.Sm. & W.J.Kress[1].

## Distribution
L'espèce est endémique de l'État de Paraná au sud-est du Brésil.

## Description
L'espèce est épiphyte.